# Joseph Nachmanson
Joseph Nachmanson, född 12 januari 1876 i Stockholms mosaiska församling, död 13 juni 1927 i Saltsjöbadens församling, var en svensk företagsledare och bankman. 
Joseph Nachmanson var son till grosshandlaren Herrman Nachmanson och Rosa Davidson, samt bror till August och Ernst Nachmanson. Han övertog vid faderns död 1901 familjeföretaget i manufakturbranschen. År 1909 blev han via Stockholms handelskammare ledamot i Stockholms Enskilda Bank och kom att hamna som kassadirektör i bankens verkställande ledning. Han blev vice verkställande direktör 1911 och 1920 verkställande direktör för banken.
Han medverkade i ett antal stora företagsaffärer, bland andra sammanslagningen av Nya AB Atlas och AB Diesels Motorer till Atlas Diesel. Han deltog i styrelsen för den 1922 bildade AB Kreditkassan av år 1922, som hade till uppgift att ge stöd till krisdrabbade banker i rekonstruktionerna av Wermlands enskilda bank, Svenska Lantmännens Bank, Svenska Handelsbanken och Nordiska Handelsbanken. 
Han arbetade för tillkomsten 1909 av Handelshögskolan i Stockholm inom handelskammaren och privat. Tillsammans med Olof Söderberg startade han 1906 den första insamlingen för högskolan, och verkade till sin död i högskolans ledning.
Joseph Nachmanson var gift med Tyra Anna Amalia Nachmanson (1877–1965) och hade tre barn.